# Бержер су Монмирај
Бержер су Монмирај (фр. Bergères-sous-Montmirail) насеље је и општина у североисточној Француској у региону Шампањ-Арден, у департману Марна која припада префектури Еперне.
По подацима из 2011. године у општини је живело 135 становника, а густина насељености је износила 12,83 становника/km². Општина се простире на површини од 10,52 km². Налази се на средњој надморској висини од 80 метара.

## Демографија
| 1962. | 1968. | 1975. | 1982. | 1990. | 1999. | 2011. |
| ----- | ----- | ----- | ----- | ----- | ----- | ----- |
| 132   | 162   | 137   | 133   | 123   | 130   | 135   |

График промене броја становника у току последњих година